# Dasyrhicnoessa sexeriata
Dasyrhicnoessa sexeriata är en tvåvingeart som först beskrevs av Friedrich Georg Hendel 1913.  Dasyrhicnoessa sexeriata ingår i släktet Dasyrhicnoessa och familjen Canacidae. Inga underarter finns listade i Catalogue of Life.